# 21572 Nguyen-McCarty
21572 Nguyen-McCarty è un asteroide della fascia principale. Scoperto nel 1998, presenta un'orbita caratterizzata da un semiasse maggiore pari a 2,6748948 UA e da un'eccentricità di 0,1798172, inclinata di 9,50427° rispetto all'eclittica.